# Ylimmäinen Tismiö
Ylemmäinen eller Ylimmäinen Tismiö är en sjö i Finland. Den ligger i kommunen Idensalmi i landskapet Norra Savolax, i den centrala delen av landet, 400 km norr om huvudstaden Helsingfors. Ylemmäinen ligger 85,9 meter över havet. I omgivningarna runt Ylemmäinen växer i huvudsak blandskog. Den är 3,39 meter djup. Arean är 92,5 hektar och strandlinjen är 5,75 kilometer lång. Sjön  ingår i Vuoksens huvudavrinningsområde. 